# روي دي كيروش
روي دي كيروش (بالبرتغالية: Ruy de Queiroz‏) هو رياضياتي برازيلي، ولد في 11 يناير 1958 في ريسيفي في البرازيل.